# 波尔尼克站
波尔尼克站，是法国的一个铁路车站，位于法国西部海滨小城波尔尼克。距离南特大约50公里。

## 位置
波尔尼克站位于波尔尼克市区的中部偏东，是一个尽头式车站。车站大致东西呈走向，正门开口朝西，列车只能从东侧进出车站。

## 设施
波尔尼克站设有人工售票窗口，其开放时间如下：
- 周一至五：9:30~12:00和14:00~18:30
- 周六：9:30~12:30和14:05~18:00
- 周日及节假日：14:25~18:45

此外，波尔尼克站还设有自动售票机等设施。

## 停靠线路
以下列车线路在波尔尼克站停靠：
| 波尔尼克站列车线路表   |      |            |          |              |
| 线路                   | 车种 | 上一站     | 下一站   | 大致运行频率 |
| 南特/圣帕扎讷—波尔尼克 | TER  | 拉贝尔讷里 | （终点） | 每天4~7趟    |
| 1.                     |      |            |          |              |

## 配套交通

### 长途客车
| 停靠波尔尼克站的大巴车 |                              | |
| 上下车地点             | 运营单位                     | 主要目的地 |
| 波尔尼克站门口         | 卢瓦尔-大西洋省城际客运 Lila | - 3号线：圣米歇尔-谢夫谢夫、滨海拉普兰、普雷费莱、绍韦、绍姆昂雷茨、圣佩尔港、南特 - 15号线：普雷费莱、圣米歇尔-谢夫谢夫、圣布勒万莱潘、圣纳泽尔 |
| 波尔尼克站门口         | SNCF Car TER                 | 当某条铁路线施工或罢工时，SNCF可能会提供途径该线路沿途站点的大巴车                                                                               |
| 1. 2.                  |                              | |

### 市内交通
波尔尼克站附近暂无城市公共交通线路经过。

### 社会车辆
波尔尼克站门口设有社会车辆停车场。

## 临近车站
| 波尔尼克站（Gare de Pornic）   |                        |          |
| 上行车站                       | 线路                   | 下行车站 |
| 拉贝尔讷里站                   | 圣帕扎讷－波尔尼克铁路 | （终点） |
| - 本表仅显示运营中的线路及车站 |                        |          |